# Brungumpad dvärgtyrann
Brungumpad dvärgtyrann (Phyllomyias uropygialis) är en fågel i familjen tyranner inom ordningen tättingar.

## Utseende
Brungumpad dvärgtyrann är en liten tyrann med gulbrun övergump och beigefärgade vingband. Noterbart är även ljust citrongul undersida, olivbrun rygg och gråaktigt ansikte med ett diffust, vitt och kort ögonbrynsstreck.

## Utbredning och systematik
Fågeln förekommer i Anderna från Colombia och västra Venezuela till västra Bolivia (i söder till Tarija). Den behandlas som monotypisk, det vill säga att den inte delas in i några underarter.

## Levnadssätt
Brungumpad dvärgtyrann hittas i subtropiska och tempererade bergsskogar på mellan 1800 och 3000 meters höjd. Den ses enstaka eller i par i skog, skogsbryn och gläntor. Fågeln födosöker aktivt och ofta, men inte alltid, som en del av kringvandrande artblandade flockar.

## Status och hot
Arten har ett stort utbredningsområde, men tros minska i antal, dock inte tillräckligt kraftigt för att den ska betraktas som hotad. Internationella naturvårdsunionen IUCN listar arten som livskraftig (LC).